# Estació de Golmés
Golmés és una estació de ferrocarril al nord de la població de Golmés a la comarca del Pla d'Urgell a la línia Barcelona-Manresa-Lleida i hi tenen parada trens de la línia R12 dels serveis regionals de Rodalies de Catalunya, operat per Renfe Operadora, la infraestructura pertany a Adif.
L'estació de l'aleshores «línia de Manresa o Saragossa» va entrar en funcionament l'any 1860 quan va entrar en servei el tram Manresa-Lleida construït per la Companyia del Ferrocarril de Saragossa a Barcelona. Inicialment, el municipi de Gomés, tal com Fondarella van refusar una estació, perquè «els seus habitants estaven convençuts que per greixar les rodes de les locomotores es feia servir mantega extreta del greix dels infants». Mollerussa, aleshores més petit però més obert a la modernitat va optar per al ferrocarril, el que en una generació va tenir un efecte molt positiu en el seu desenvolupament, en detriment dels pobles veïns. Des del 1882, la «Companyia del Ferrocarril Transversal» va projectar una línia complementària de Valls a Figueres que hauria creuat la línia Barcelona-Lleida a Golmés. Tot i començar les obres, per manca de finançament —un problema recurrent al segle xix per a qualsevol projecte d'infraestructura que no passava per Barcelona—, el projecte va fracassar i la companyia va ser liquidada el 1890.
L'edifici de servei als viatgers, una construcció d'un pis es va tancar al públic i de l'estació només queda un simple baixador. El 1975 es va suprimir el pas a nivell i d'ara ençà se cerca una solució per crear un pas per a vianants més segur que l'actual pont estret. Un projecte nou es va proposar a principis del 2015. Uns altres projectes són la creació d'una estació intermodal per mercaderies entre Mollerussa i Golmés i la transformació de la línia Lleida-Manresa en tren tramvia.
L'any 2016 va registrar l'entrada de 2.000 passatgers.
| Rodalia de Lleida      |            |                           |                     |                        |
| Procedència/Destinació | <          | Línia                     | >                   | Procedència/Destinació |
| Lleida Pirineus        | Mollerussa |                           | Castellnou de Seana | Cervera                |
| Lleida Pirineus        | Mollerussa | Terrassa Estació del Nord | Castellnou de Seana |                        |